# Oxymeris areolata
Oxymeris areolata is een slakkensoort uit de familie van de Terebridae. De wetenschappelijke naam van de soort is voor het eerst geldig gepubliceerd in 1807 door Link.